# Římskokatolická farnost Harrachov
Římskokatolická farnost Harrachov je územním společenstvím římských katolíků v rámci jilemnického vikariátu královéhradecké diecéze.

## O farnosti

### Historie
Harrachov byl (pod původním jménem Dörfl) založen v 17. století. V roce 1730 je zde doložena dřevěná kaple sv. Václava, která byla v roce 1788 rozšířena a následně v letech 1822-1828 nahrazena klasicistním kostelem. V přifařeném Novém Světě byla v roce 1902 postavena novogotická kaple, zasvěcená svaté Alžbětě.

### Současnost
Farnost je spravována ex currendo z Jablonce nad Jizerou.
| Kostel                    | Místo               | Bohoslužba             | Bohoslužba                        | Poznámka     |
| ------------------------- | ------------------- | ---------------------- | --------------------------------- | ------------ |
| Kostel sv. Václava        | Harrachov           | čtvrtek sobota         | 16.00 16.00 (s nedělní platností) | farní kostel |
| Kaple sv. Alžběty Uherské | Harrachov-Nový Svět | neslouží se pravidelně | neslouží se pravidelně            | obecní kaple |